# Файя (Кабесейраш-де-Башту)
Файя (порт. Faia; МФА: [ˈfaj.ɐ]) — парафія в Португалії, у муніципалітеті Кабесейраш-де-Башту. Розташована в північно-західній частині країни, на теренах історичної португальської провінції Дору-Міню. Входить до складу округу Брага. За адміністративним поділом, чинним до 1976 року, терени парафії були складовою провінції Міню. Належить до Бразької архідіоцезії Католицької церкви. Патрон — святий Яків. Площа — 5,1496 км². Населення — 558 ос. (2011). Слабо урбанізований регіон. Густота населення — 108,36 осіб/км²
. Код — 030408.

## Населення
| Кількість мешканців | Кількість мешканців | Кількість мешканців | Кількість мешканців | Кількість мешканців | Кількість мешканців | Кількість мешканців | Кількість мешканців | Кількість мешканців | Кількість мешканців | Кількість мешканців | Кількість мешканців | Кількість мешканців | Кількість мешканців | Кількість мешканців |
| ------------------- | ------------------- | ------------------- | ------------------- | ------------------- | ------------------- | ------------------- | ------------------- | ------------------- | ------------------- | ------------------- | ------------------- | ------------------- | ------------------- | ------------------- |
| 1864                | 1878                | 1890                | 1900                | 1911                | 1920                | 1930                | 1940                | 1950                | 1960                | 1970                | 1981                | 1991                | 2001                | 2011                |
| 568                 | 633                 | 652                 | 627                 | 651                 | 579                 | 611                 | 622                 | 692                 | 694                 | 734                 | 793                 | 795                 | 687                 | 558                 |